# Азербайджанская государственная академия физической культуры и спорта
Азербайджанская государственная академия физической культуры и спорта (азерб. Azərbaycan Dövlət Bədən Tərbiyəsi və İdman Akademiyası) — учреждение высшего профессионального образования Азербайджана.

## История
Основана 8 ноября 1930 года как Закавказский государственный институт физической культуры.
В первый учебный год в институте начали действовать кафедры морфологии человека, общественных наук, биологии, химии, гигиены, физико-математическая, физиологии, педагогики, техники физической культуры, а также научно-исследовательский отдел.
Первоначально срок обучения составлял 3 года. Позднее он был увеличен до 4 лет.
При институте был создан Техникум физической культуры.
В первые годы из-за недостатка преподавателей на азербайджанском языке, преподавание велось на русском языке. В 1933/34 учебном году открыто азербайджанское отделение. В эти годы в институте обучалось 265 человек. Студенты старших курсов привлекались также к преподаванию в институте.
Институт готовил преподавателей, тренеров, специалистов в области спорта для трёх закавказских республик. Институт также сыграл роль в воспитании национальных научно-педагогических кадров в области спорта. С 1933/34 года окончившие институт выпускники работали также в качестве преподавателей института. Начался выпуск учебников, методических пособий. В институте проводились также научные исследования. 
Первый выпуск института состоялся в 1933 году в количестве 39 чел. (33 мужчин, 6 женщин). Второй выпуск в 1935 году состоял из 47 человек (33 мужчин, 14 женщин). Третий выпуск 1936 года состоял из 24 человек (12 мужчин, 12 женщин). В трёх выпусках были 9 азербайджанцев, 56 русских, 9 грузин, 36 представителей иных национальностей.
С 1936 по 1999 год учебное заведение носило название «Азербайджанский государственный институт физической культуры». В этот период в дополнение к действующим открылась кафедра анатомии.
В 1937 году институт окончило 40 человек. Из них 15 азербайджанцев.
В период Второй мировой войны из института 314 человек были отправлены на фронт. Были мобилизованы более 50 % преподавательского состава и студентов ВУЗа. Более 10 000 человек были привлечены к организованным в институте курсам молодого бойца.
С 1941 по 1943 институт был объединён с Азербайджанским государственным университетом им. С. М. Кирова, и был включён в него на правах факультета физической культуры. 
20 июля 1943 года институт был восстановлен. С 1946 по 1988 год институт носил имя С. М. Кирова.
С 1946 по 1952 год институт окончило 219 девушек.
В 1969 году начато строительство нового здания института. Здание сдано в эксплуатацию 29 января 1971 года. В 1971 году институт переехал в новое здание.
В 1971 учебном году в институт поступило 350 человек на очное, 100 человек на заочное отделение. Количество кафедр достигло 20.
С 1986 года институт стал базовой школой для всесоюзной студенческой олимпиады.
23 марта 1999 года институт переименован в Академию физической культуры и спорта.
6 апреля 2001 года в связи с 70-летием ВУЗа 21 преподавателю Академии присвоено звание «Заслуженный учитель Азербайджана», 4 преподавателям присвоен орден «Слава», 9 преподавателей удостоились медали «Прогресс».
В декабре 2010 года в связи с 80-летием Академии 1 преподаватель Академии награждён орденом «Слава», 10 — медалью «Прогресс», 4 преподавателям присвоено звание заслуженного деятеля физической культуры и спорта, 18 преподавателям — звание заслуженного учителя.
На 2015 год Академия выпустила более 30 000 специалистов.

## История переименования
- Закавказский государственный институт физической культуры (1930—1936)
- Азербайджанский государственный институт физической культуры (1936—1999)
- Академия физической культуры и спорта (с 23 марта 1999)

## Факультеты
На ноябрь 2024 года в Академии действуют следующие факультеты:
- Факультет массового спорта
- Факультет тренерской деятельности
- Факультет физического воспитания и допризывной готовности
- Факультет спортивной медицины и менеджмента

## Специальности
C 2017 года в Академии ведётся преподавание магистерских специальностей модульного типа на английском языке — «Спортивная журналистика», «Спортивный менеджмент», «Спортивная медицина и реабилитация» для врачей. 
Специальность «Спортивная медицина и реабилитация» создана в сотрудничестве с Институтом спортивной медицины Лондонского университетского Колледжа. В магистратуру по специальности «Спортивная медицина и реабилитация» могут поступать только врачи, окончившие резидентуру.
Осуществлён первый набор на специальность тренера на английском языке в рамках пилотного проекта. В течение одного года осуществляется изучение английского языка и преподавание некоторых предметов на английском.

## Ректоры
- Алиев С. К. (1946–1950)
- Бабаев А. Д. (1950–1972)
- Ананаев В. А. (1972–1974)
- Раджабов Р. А. (1974–1980)
- Новрузов С. Х. (1980–1987)
- Агаджан Абиев (1987 – 24 ноября 2015)[8]
- Фуад Гаджиев[азерб.] (с 23 декабря 2015)[9]